# Fadrina puellaris
Fadrina puellaris är en insektsart som först beskrevs av Navás 1934.  Fadrina puellaris ingår i släktet Fadrina och familjen myrlejonsländor. Inga underarter finns listade i Catalogue of Life.